# 烏克蘭村

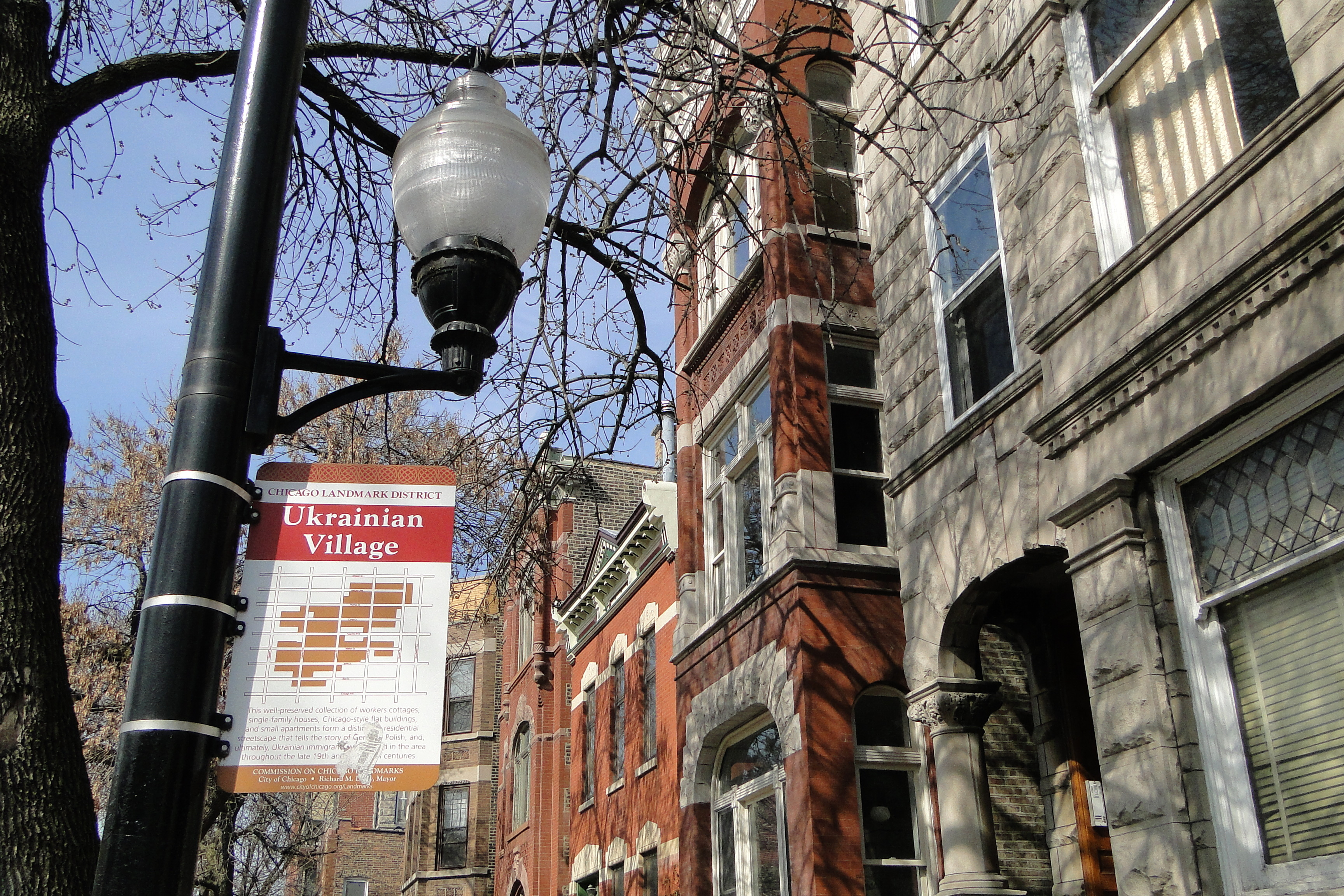
街景

烏克蘭村（英語：Ukrainian Village，羅馬化：Ukrainske selo）是美國伊利諾伊州芝加哥西城的社区之一，接近該市西部。北界至界限街，南至格蘭大道，西至西大道（尽管有些地图将西界延伸至Campbell街）和东至Damen Avenue。該社區是全美最多乌克兰人聚居的地方之一。